# Gołąbek płowiejący

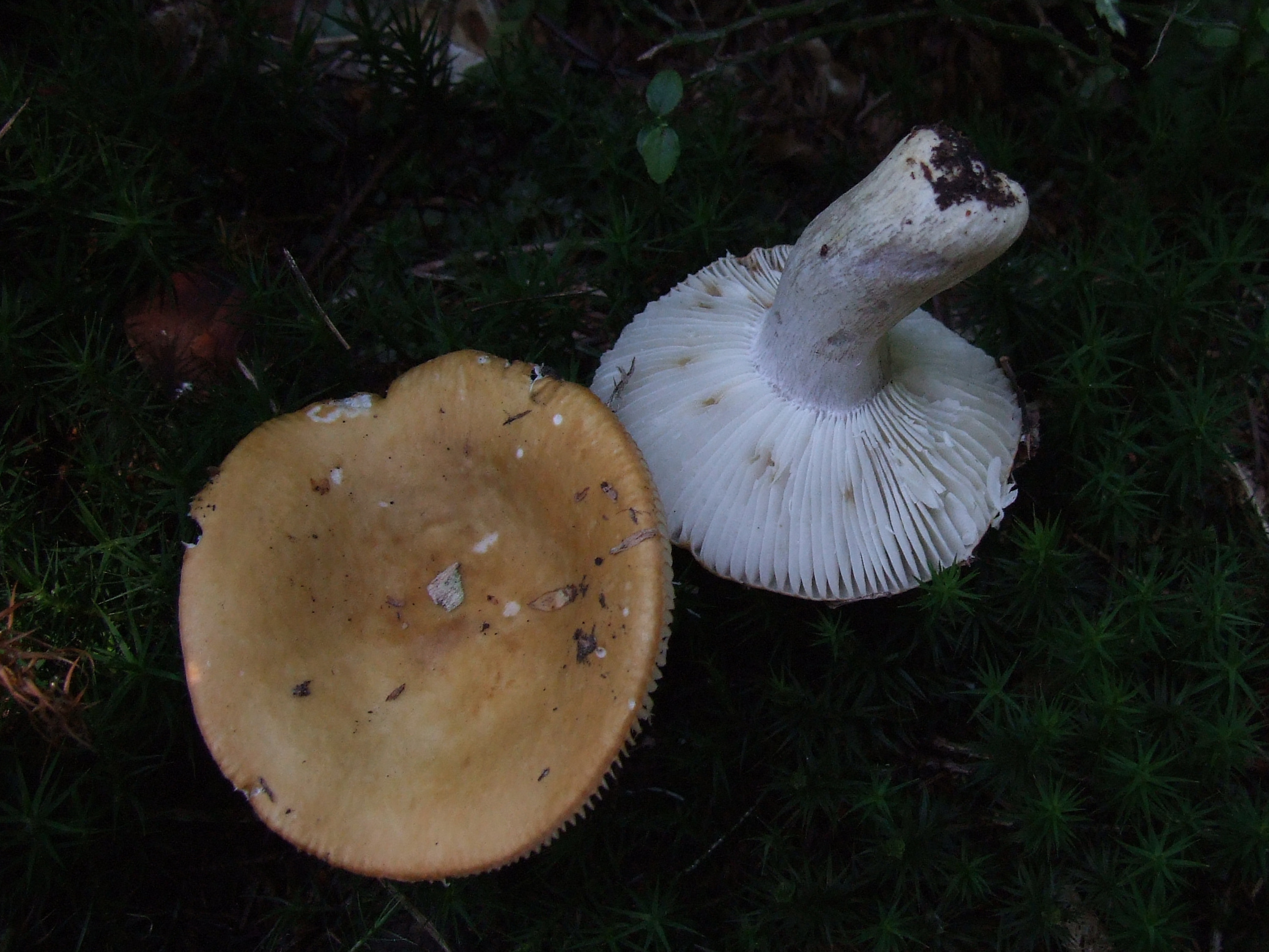

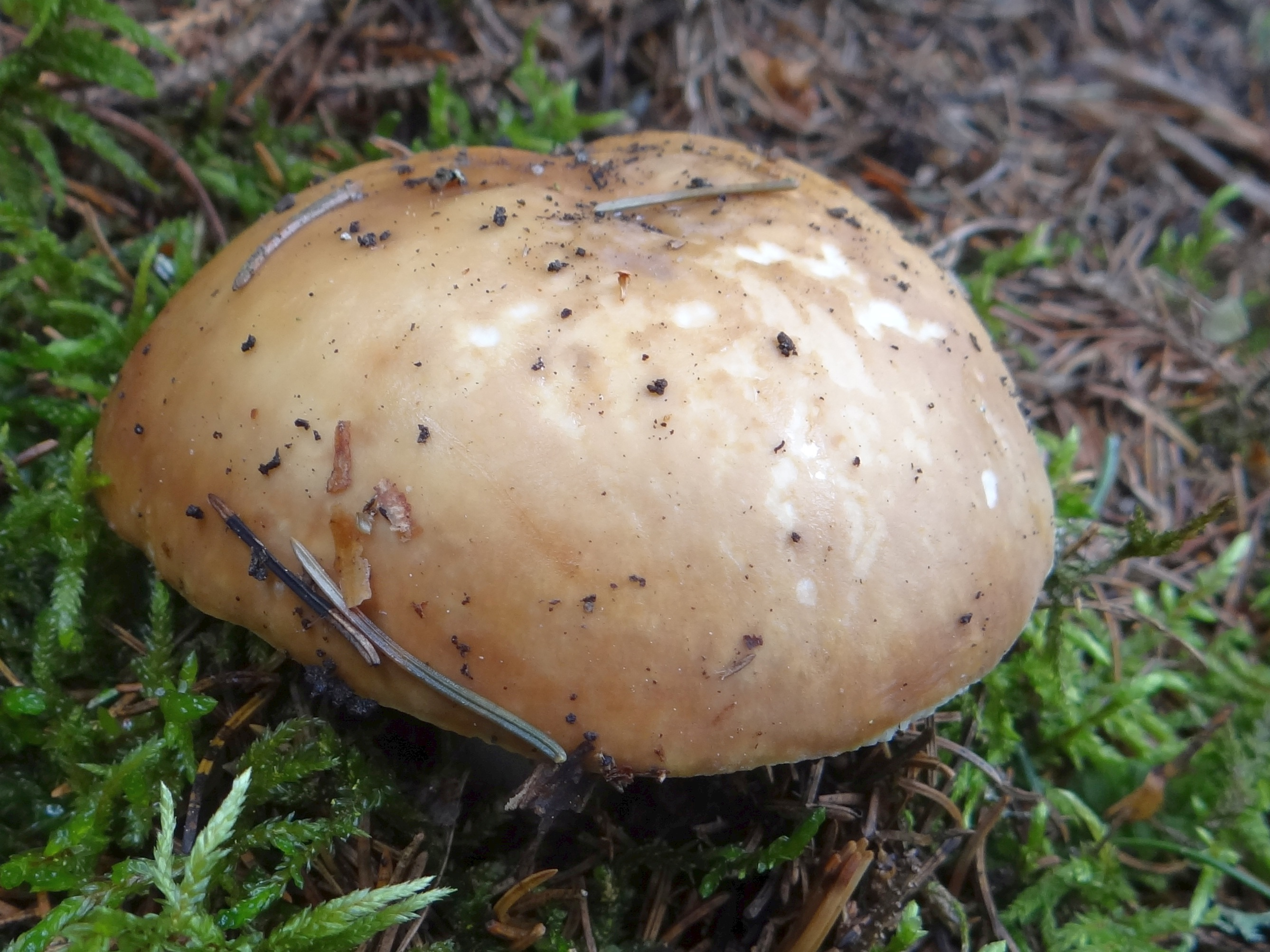

Gołąbek płowiejący (Russula decolorans Fr.) – gatunek grzybów należący do rodziny gołąbkowatych (Russulaceae).

## Systematyka i nazewnictwo
Pozycja w klasyfikacji według Index Fungorum: Russula, Russulaceae, Russulales, Incertae sedis, Agaricomycetes, Agaricomycotina, Basidiomycota, Fungi.
Po raz pierwszy opisał go Elias Fries w 1838 r, i nadana przez niego nazwa naukowa jest aktualna. Synonimy:
- Agaricus decolorans Fr. 1821
- Myxacium decolorans (Fr.) P. Kumm. 1871

Polską nazwę podała Alina Skirgiełło w 1991 r.

## Morfologia
Kapelusz
Średnica 5–12 cm. Początkowo niemal kulisty, później spłaszczony, zwykle pomarańczowy lub ceglastoczerwony. Starsze kapelusze blakną i stają się ochrowe i czasami mają lekko prążkowane brzegi kapelusza. Powierzchnia kapelusza jest gładka, w czasie wilgotnej pogody lepka, w czasie suchej sucha.
Blaszki
Wolne, gęsto ustawione, szerokie, brzuchate i nieco łamliwe. Początkowo białe, później żółte w odcieniu masła. Starsze czernieją na powierzchni, a po uszkodzeniu siwieją.
Trzon
Cylindryczny, długości 2 do 8 cm i grubości od 1 do 3 cm, biały. Stare trzony stają się ciemnosiwe lub czarniawe. Po uszkodzeniu siwieją.
Miąższ
Białawy, niekiedy pod skórką kapelusza nieco żółtawy. Przy nacięciach lub z wiekiem zabarwiający się na szaro lub czerniejący. Nie ma zapachu, smak łagodny.
Wysyp zarodników
Jasnoochrowy.
Cechy mikroskopowe
Zarodniki zróżnicowane co do wielkości, przeważnie o rozmiarach 10–13 × 10–12 μm, szeroko elipsoidalne lub odwrotnie jajowate, silnie brodawkowate; brodawki duże, od stożkowych i tępych do ostrych, miejscami połączone łącznikami. Łysinka w odczynniku Melzera amyloidalna. Cystydy liczne, wrzecionowate, gładkie, o wymiarach 60–102 × 6–13 μm, w sulfowanilinie czerniejące. W skórce kapelusza dermatocystydy, również ciemniejące w sulfowanilinie.
Gatunki podobne
- gołąbek brudnożółty (Russula ochroleuca (Pers.) Fr.). Ma kapelusz barwy ochrowożółtej i po przełamaniu nie siwieje[5].
- gołąbek plamisty (Russula maculata). Posiada różowopurpurowe plamy na kapeluszu i trzonie, po przełamaniu również nie siwieje[5],
- gołąbek błotny (Russula paludosa Britz.). Kształt i barwa kapelusza podobne, ale miąższ po przełamaniu nie siwieje[7].

## Występowanie
Występuje w Ameryce Północnej i Środkowej, w Europie, Azji i Afryce. W Polsce jest pospolity.
Grzyb naziemny. Dość pospolicie występuje na podmokłych i kwaśnych glebach, w lasach iglastych zwłaszcza na glebach piaszczystych. Owocniki pojawiają się od lipca do października.

## Znaczenie
Grzyb mykoryzowy. Smaczny grzyb jadalny.